# Cinquena temporada de Supernatural
Aquesta és una llista d'episodis de la cinquena temporada de la sèrie Supernatural que està composta per 22 episodis.
Aquesta va començar el 18 de setembre de 2009 i va finalitzar el 13 de maig de 2010.

## Argument
Durant els primers capítols, es dona a conèixer que Dean és el recipient de Miguel, l'arcàngel que ja abans va enviar a Llucifer a l'infern, i que Sam és el recipient de Llucifer, però donat que tots dos són àngels necessiten l'autorització dels seus recipients corresponents per posseir-los, la qual cosa porta al fet que els àngels i Llucifer temptin constantment als protagonistes perquè aquests accedeixin, cosa que Dean i Sam no fan. Mentre que Castiel cerca la forma de trobar a Déu.
També descobreixen, per part de l'arcàngel Gabriel, la gran similitud de la relació entre ells amb la relació de Llucifer i Miguel (Miguel, el germà major sempre seguint les ordres del seu pare sense qüestionar-lo, mentre Llucifer el germà menor rebel·lant-se contra els desitjos del seu pare i fent el seu propi camí així esmentant la frase "com és en el cel així sigui a la terra"). També tenen dures trobades amb Zacharias qui seria el "gerent" encarregat de dirigir el cel, ja que Déu va abandonar el Paradís fa segles després que Llucifer es rebel·lés i no va deixar a ningú més a càrrec. És qui intentar persuadir als protagonistes perquè siguin els recipients de Llucifer i Miguel i qui reviu a Adam, un mig germà de Sam i Dean per part del seu pare, a causa de la negativa de Dean d'acceptar a Miguel en el seu cos, manipula i fins i tot tortura a Adam perquè es converteixi en el nou recipient de l'Arcagel Miguel, en tenir sang Winchester era apte per ser el recipient d'un dels Arcàngels. Al final Zacharias mor en mans de Dean usant un dels ganivets que usen els Àngels.

## Personatges principals
- Jared Padalecki com Sam Winchester
- Jensen Ackles com Dean Winchester
- Misha Collins com Castiel (14 episodis)

## Personatges recurrents
- Jim Beaver com Bobby Singer (10 episodis)
- Mark Pellegrino com Llucifer (Supernatural) (5 episodis)
- Kurt Fuller com Zachariah (4 episodis)
- Rob Benedict com Chuck Shurley (4 episodis)
- Mark A. Sheppard as Crowley (3 episodis)
- Samantha Ferris com Ellen Harvelle (2 episodis)
- Alona Tal com Jo Harvelle (2 episodis)
- Richard Speight Jr. com Arcàngel Gabriel (2 episodis)
- Cindy Sampson com Lisa Braeden (2 episodis)
- Rachel Miner com Meg (2 episodis)
- Emily Perkins com Becky Rosen (2 episodis)
- Jake Abel com Adam Milligan & Michael (2 episodis, 1 episodi com Michael)

## Personatges convidats
- Paris Hilton com a Déu Pagà Leshi (1 episodi, Episodi 5)

## Llista d'episodis
| # | Títol Original                                                                | Emissió Original       | Audiència                  | Entitat Sobrenatural                                 |
| --- | ----------------------------------------------------------------------------- | ---------------------- | -------------------------- | ---------------------------------------------------- |
| 83 (5.1) | Sympathy for the Devil(Condolences per al Diable)                             | 10 de setembre de 2009 | 3.39 milions d'espectadors | Llucifer／Ángeles／Dimonis／Profeta                  |
| La presó de Llucifer ha estat oberta per Sam després que assassinés a Lilith. Mentre la porta de l'Infern s'obre per complet, els Winchester són rescatats per una força desconeguda en un avió, mirant amb horror el començament de l'Apocalipsi. En una trobada amb el profeta Chuck es revela que Castiel ha estat explotat a trossos per un arcàngel. Quan intenten esbrinar què fer després, són atacats per un vell enemic, Meg, qui ha posseït a Bobby. Els germans més endavant s'assabenten que hi ha una arma prou forta per enfrontar-se al Diable: l'espasa de Miguel. Van a buscar-la, però en el seu lloc es troben amb Zachariah, qui revela que Dean és de fet l'espasa de Miguel, el receptacle humà de l'Arcàngel Miguel. De totes maneres, es nega a donar la seva ment i cos pels plans dels àngels fins i tot quan Zachariah intenta matar a Sam i a Bobby. Mentre Zachariah comença a torturar a Sam i Dean, Castiel, misteriosament reviscut, apareix i els diu que marxin. Mentre, Llucifer està intentant convèncer el seu propi receptacle, un home la família del qual ha estat assassinada per un lladre, així deixa a Llucifer el seu cos per enfrontar a Déu i busca justícia. Nick finalment accepta.                          |                                                                               |                        |                            |                                                      |
| 84 (5.2) | Good God, I'All (Bon Déu Per Tots)                                            | 17 de setembre de 2009 | 2.80 Milions d'espectadors | Ángeles／Dimonis／Genet de l'Apocalipsi              |
| Bobby encara segueix a l'hospital i una mica empipat per estar en una cadira de rodes. Quan Castiel arriba, Bobby li ordena que el sani, però Castiel diu que han estat anul·lats els seus poders del Cel. Li diu a Dean que vol trobar a Déu, l'únic que pot enfrontar a Llucifer. Castiel li demana prestat el collaret de Dean, que té l'habilitat d'indicar la presència de Déu convertint-se en lluminós en la seva proximitat. De sobte, Bobby rep una trucada d'un amic caçador anomenat Rufus, qui està en una ciutat amb dimonis. Sam i Dean van a la ciutat i no poden trobar a Rufus, però en el lloc es troben amb Ellen Harvelle. Ella i Jo han estat caçant juntes i Jo ha desaparegut igual que Rufus. Quan troben a Jo i Rufus, semblen estar posseïts per dimonis i estranyament, ells pensen que Sam, Dean i els altres estan també posseïts. De fet, tot es tracta d'al·lucinacions portades per la Guerra, un dels quatre genets de l'Apocalipsi. Sam i Dean el cacen i li tallen el dit amb el seu l'anell, ja que és aquest objecte el que provoca les al·lucinacions. Al final, Sam li diu a Dean que ell pensa que haurien d'anar per camins separats, i així ho fan.                                                                 |                                                                               |                        |                            |                                                      |
| 85 (5.3) | Free To Be You And Me (Lliure de Ser Tu i Jo)                                 | 24 de setembre de 2009 | 2.62 Milions d'espectadors | Llucifer／Ángeles／Vampir／Rafael                    |
| No estant segur de confíar en si mateix, Sam decideix deixar la cacera i tractar de portar una vida "normal". A la nit, la seva núvia morta Jessica el visita i li diu que les persones no poden canviar malgrat els seus esforços. Dean, intentant parar l'Apocalipsi, continua caçant pel seu compte i s'uneix a Castiel per trobar a l'Arcàngel Rafael, ja que Castiel creu que Rafael sap on està Déu. Troben el receptacle de Rafael, però no s'acosten a trobar on està Déu. Rafael diu que Déu està mort. Després de barallar amb un parell de caçadors els qui volien que begués sang de dimoni per exorcitzar alguns dimonis, Sam té una altra nit amb Jessica, qui després es transforma en Llucifer. Li diu que el cos de Nick és només el Pla B, i que el seu receptacle veritable és Sam. Està convençut que al final, sense cap joc o mentides, Sam acceptarà ser el seu receptacle. |                                                                               |                        |                            |                                                      |
| 86 (5.4) | The End(La Fi)                                                                | 1 d'octubre de 2009    | 2.50 Milions d'espectadors | Llucifer／Ángeles／Profeta                           |
| Sam li diu a Dean que vol reincoporar-se amb ell a la batalla de l'Apocalipsi, però Dean li contesta que ells estan millor separats. Més tard, Dean desperta cinc anys en el futur en una ciutat abandonada i és atacat per humans, els qui han estat infectats per un virus demoníac que converteix als humans en Zombies. Es tracta del ja conegut virus Croatoan. Zachariah apareix davant Dean i li explica que aquest és el món que existeix com a resultat que ell es negués a ajudar els àngels en la seva batalla contra Llucifer. Dean es troba amb un Dean Futur, qui li diu que el virus és la fase final del Diable per destruir la humanitat i en algunes baralles posteriors, Dean descobrirà una desagradable veritat pel que fa a Sam. |                                                                               |                        |                            |                                                      |
| 87 (5.5) | Fallin Idols(Ídols Caiguts)                                                   | 8 d'octubre de 2009    | 2.47 Milions d'espectadors | Déus Pagans                                          |
| Sam i Dean decideixen començar a caçar junts de nou i el seu primer cas els guia a un petit poble els habitants del qual estan sent assassinats per famosos morts tals com "Abraham Lincoln" i "James Dean". No obstant això, després dues noies adolescents es presenten i exclamen que la seva amiga ha estat segrestada per "Paris Hilton". Els germans no estan segurs del que estan caçant, fins que troben en els estómacs dels morts, aconseguint així esbrinar que aquestes llavors provenen d'un bosc balcànic que va ser protegit pel déu pagà Leshi, qui tenia l'habilitat de modificar el seu aspecte a voluntat, prenent així la forma de qui desitja. Un déu que només pot ser apaivagat amb la sang dels seus seguidors, buidant-los l'estómac i deixant-los una llavor. |                                                                               |                        |                            |                                                      |
| 88 (5.6) | I Believe The Children Are Our Future (Crec que Els Nens Són El nostre Futur) | 15 d'octubre de 2009   | 2.65 Milions d'espectadors | Ángeles／Dimonis／Anticristo                         |
| Sam i Dean investiguen una sèrie de rars assassinats que estranyament s'assemblen als contes de fades i llegendes urbanes. Els germans localitzen a un nen d'11 anys anomenat Jesse i s'adonen que tot en el que Jesse creu es converteix en realitat. Castiel li diu a Sam i Dean que Jesse és el que la Humanitat coneix com l'Anticrist i per la mateixa raó ha de ser eliminat. |                                                                               |                        |                            |                                                      |
| 89 (5.7) | The Curious Case Of Dean Winchester (El Curiós Cas De Dean Winchester)        | 29 d'octubre de 2009   | 2.92 Milions d'espectadors | Hechicero                                            |
| Sam i Dean descobreixen a un bruixot que està duent a terme una sèrie de jocs de poker clandestí d'alt risc on l'aposta és per anys de vida vs. diners. Bobby veu el joc com una oportunitat per sortir de la cadira de rodes i aposta 25 anys de la seva vida, però perd. Com Bobby comença a envellir ràpidament, Dean busca una manera d'ajudar-lo però també acaba convertint-se en un home vell, deixant a Sam com l'única esperança per a la supervivència de tots dos. |                                                                               |                        |                            |                                                      |
| 90 (5.8) | Changing Channels (Canviant Canales)                                          | 5 de novembre de 2009  | 2.70 Milions d'espectadors | Ángeles／Arcàngel Gabriel                            |
| Dean i Sam es troben atrapats místicament en un reality xou i no sembla haver-hi escapatòria. Ells creuen que el seu vell enemic el Trickster és el responsable, però han de descobrir si alguna cosa o algú més està involucrat. El Trickster resulta ser, en realitat l'Arcàngel Gabriel, qui es confessa mentre el tenen incapacitat en un cercle de foc sagrat. Els diu a Dean i Sam que estan destinats a ser els receptacles, a causa que reflecteixen la relació entre Miguel i Llucifer; la similitud del dos germans que sempre han rivalitzat, encara que junts, per l'amor al seu pare. |                                                                               |                        |                            |                                                      |
| 91 (5.9) | The Real Ghostbusters (Els Autèntics Cazafantasmas)                           | 12 de novembre de 2009 | 2.69 milions d'espectadors | Fantasmes／Profeta                                   |
| «La Super Fan» Becky utilitza el telèfon de Chuck per enganyar a Sam i Dean perquè assisteixin a una convenció de fans de Supernatural, amb aficionats vestits com ells. Una de les activitats és una funció de joc d'acció en viu, però les coses es tornen ràpidament complicades després que un fantasma real apareix a l'escena. |                                                                               |                        |                            |                                                      |
| 92 (5.10) | Abandon All Hope. (Abandona Tota Esperanza...)                                | 19 de novembre de 2009 | 2.51 milions d'espectadors | Ángeles／Llucifer／Dimonis／Parques／Hellhounds      |
| Sam, Dean i Castiel obtenen la Colt del dimoni Crowley. Ells, juntament amb Ellen i Jo, van darrere de Llucifer per enviar-lo de tornada a l'infern. Quan arriben al poble on es troba Llucifer, troben a un gran nombre de Reapers reunits en aquest lloc, fet davant el qual Castiel diu que això és un senyal que una imminent catàstrofe. Després Castiel és segrestat per Llucifer, qui intenta convèncer a l'àngel que se li uneixi. D'altra banda, al poble Sam, Dean, Ellen i Jo es troben amb Meg qui està acompanyada per uns Gossos de l'infern. Jo resulta greument ferida en salvar a Dean i finalment decideix sacrificar-se amb la seva mare perquè Sam i Dean tinguessin una oportunitat per matar a Llucifer. Sam i Dean troben a Llucifer realitzant un ritual per alliberar a un dels seus genets de l'apocalipsi - La Mort - i Dean aconsegueix disparar-li al cap amb la Colt. No obstant això, per a la seva sorpresa Llucifer s'aixeca i els diu que el seu pla era bó, però que desafortunadament hi ha cinc criatures en tota la creació que la Colt no pot matar i que ell era una d'aquestes cinc. Finalment, Castiel aconsegueix salvar a Sam I Dean, els quals lamenten juntament amb Bobby la pèrdua de les seves dues amigues. |                                                                               |                        |                            |                                                      |
| 93 (5.11) | Sam, Interrupted (Sam, Interromput)                                           | 21 de gener de 2010    | 2.79 milions d'espectadors | Espectre                                             |
| Un antic caçador anomenat Martin, qui es troba intern en una Institució Psiquiàtrica, truca a Sam i Dean perquè l'ajudin a investigar un cas a l'hospital. Els germans es fan passar per pacients per comprovar la veracitat del cas, i descobreixen que un monstre està aguaitant i atacant als pacients, però el seu tancament empeny a tots dos a la vora de la ira i la bogeria, alliberant així els seus dimonis interns l'un contra l'altre. |                                                                               |                        |                            |                                                      |
| 94 (5.12) | Swap Meat (Carn d'Intercanvi)                                                 | 28 de gener de 2010    | 2.65 milions d'espectadors | Dimonis                                              |
| Gary, un nerd adolescent, conjura un encanteri de commutació de cossos i canvia de cos amb Sam. Encantat pel seu cos bell i de nova construcció, Gary (ara Sam) investiga un cas amb Dean (Jensen Ackles) i s'aprofita de la seva bona aparença i edat per seduir dones i emborratxar-se. Mentrestant, Sam s'ha quedat atrapat en el cos adolescent de Gary, que intenta bregar amb uns pares controladors, l'escola secundària, i alguns dimonis que, assabentats de la seva vulnerabilitat, li posen preu al seu cap. |                                                                               |                        |                            |                                                      |
| 95 (5.13) | The Song Remains The Same (La Cançó Segueix Igual)                            | 4 de febrer de 2010    | 2.28 milions d'espectadors | Ángeles／Arcangel Miguel／Arcangel Uriel             |
| L'àngel Anna va escapar de la presó i es disposa a matar a Sam amb l'afany de posar fi a l'Apocalipsi. Anna intenta reunir-se després amb els germans, però Castiel l'hi impedeix a cada pas. Per això, decideix viatjar en el temps per assassinar John i Mary Winchester (pares de Sam i Dean), i evitar d'aquesta manera que Sam neixi. Assabentat del pla, Castiel envia als germans a la mateixa línia temporal en la qual es troba Anna perquè puguin evitar que els seus plans es duguin a terme. Al final apareix Michael i li diu que tard o d'hora ell dirà que sí. |                                                                               |                        |                            |                                                      |
| 96 (5.14) | My Bloody Valentine (El meu Sagnant Sant Valentin)                            | 11 de febrer de 2010   | 2.51 milions d'espectadors | Dimonis／Ángeles／Genet de l'Apocalipsi              |
| És el dia de Sant Valentí, i alguns amants han decidit demostrar-se el seu amor menjant-se literalment entre ells. Sam i Dean investiguen aquests estranys successos, descobrint que totes les parelles implicades compartien alguna cosa en comú: Marques en els seus cors. En veure això, Castiel els diu que el culpable és el mateix Cupido, i que no entén com, però que s'ha tornat boig per fer que les parelles es matin d'aquesta manera. Entre tots decideixen invocar-lo i parlar amb ell sobre aquest tema, però descobreixen que Cupido no té a veure amb aquests estranys successos. És llavors que, per certs moviments estranys al anatòmica forense de l'Hospital i seguint el patró dels assassinats, Sam i Dean descobreixen que qui ha desencadenat tot això no és un altre que un dels Genets de l'Apocalipsi: Gana. |                                                                               |                        |                            |                                                      |
| 97 (5.15) | Dead Men Don't Wear Plaid(Els Morts No Vesteixen a Quadres)                   | 25 de març de 2010     | 2.95 milions d'espectadors | Zombies                                              |
| Sam i Dean investiguen la ciutat natal de Bobby on els morts s'estan aixecant de les seves tombes, però en comptes de tornar-se éssers sobrehumans i perillosos s'estan ajuntant feliços amb les seves famílies. Els germans demanen ajuda a Bobby però els diu que no es preocupin i que no és necessari abandonar la ciutat. Dean, estranyat, segueix investigant, i es troba cara a cara amb l'esposa de Bobby que aparentment no recorda res. Quan els zombies finalment es tornen violents, els Winchester li diuen al seu vell amic que ha de matar a la seva esposa, però aquest es nega i fins i tot els amenaça perquè surtin de la seva casa. La Sheriff del poble també els expulsa perquè el seu fill d'uns 9 anys també ha reviscut. No és fins que el nen assassina al seu pare que la comissari decideix prendre cartes en l'assumpte. Totes les persones que encara queden al poble comencen a caçar als zombies, però són massa. Al final descobreixen que els morts estaven revivint perquè La Mort els havia enviat amb un missatge per Bobby sobre la seva propera mort, ja que diuen que ell és una de les raons per les quals Sam encara continua dient-li que no a Llucifer.                                                           |                                                                               |                        |                            |                                                      |
| 98 (5.16) | The Dark Side Of The Moon (El Costat Fosc de la Lluna)                        | 1 d'abril de 2010      | 2.40 milions d'espectadors | Ángeles／Caçadors                                    |
| Sam i Dean són assassinats per dos caçadors ressentits per l'inici de l'Apocalipsi i la seva relació en això. Els germans arriben al Cel per separat, pensant que estaven en un somni, però en trobar-se, descobreixen que el Paradís és d'alguna manera una col·lecció de llocs en els quals cada persona rememora els millors records de la seva vida. Castiel es comunica amb ells, i els diu que han de trobar a Joshua donat que ell és l'única persona amb qui Déu es comunica, i que es troba amagat en el més profund del paradís: en el Jardí de l'Edèn. Mentrestant, Zacchariah ha començat una cerca frenètica per donar amb els germans. |                                                                               |                        |                            |                                                      |
| 99 (5.17) | 99 Problems (99 Problemes )                                                   | 8 d'abril de 2010      | 2.78 milions d'espectadors | Ángeles／Dimonis／Meretriz                           |
| Sam i Dean arriben a un poble on la majoria dels habitants tenen coneixement sobre l'inici imminent de l'Apocalipsi. Els pobladors s'han convertit en caçadors, i els germans descobreixen que això es deu al fet que el poble és liderat per una profeta anomenada Leah Gideon, filla del sacerdot del poble. Més tard, i gràcies a l'ajuda de Castiel, els Winchester descobreixen que Leah no és una profeta, i que el seu únic rol al poble és assegurar que tots vagin a l'infern per matar-se entre ells. |                                                                               |                        |                            |                                                      |
| 100 (5.18) | Point Of No Return(Punt Sense Tornada)                                        | 15 d'abril de 2010     | 2.45 milions d'espectadors | Ángeles                                              |
| Dean comença a plantejar-se la possibilitat de dir-li que sí a l'Arcàngel Miguel. Escapa de Sam i Castiel, els qui finalment el troben en una certesa absoluta pel que fa a les seves cavil·lacions anteriors. Sam i Castiel decideixen tancar-lo a l'habitació del pànic a la casa de Bobby, només per assegurar-se que els Àngels no puguin arribar a ell, o ell a ells. Mentrestant, Adam Milligan és ressuscitat. Els àngels han decidit que el no tenir a Dean no pot ser un impediment, escollint un suplent que fins i tot comparteix la mateixa sang que el triat. Castiel rescata a Adam dels Àngels i el porta amb ell a la casa de Bobby. Una vegada allí, Adam planteja d'alguna manera que els Àngels l'han escollit per salvar al planeta en un pla forassenyat que inclou a Mguel; el que ells li donaran a canvi si ell fa el treball, és poder veure a la seva mare novament. |                                                                               |                        |                            |                                                      |
| 101 (5.19) | Hammer Of The Gods (El Martell dels Déus)                                     | 22 d'abril de 2010     | 2.82 milions d'espectadors | Llucifer／Arcàngel Gabriel／Déus Pagans              |
| Llucifer torna, Sam i Dean són segrestats per un grup de déus pagans, incloent a Kali, Ganesh i Baldur, i són mantinguts com a ostatges en un petit hotel. Els déus volen utilitzar-los com a moneda de canvi per detenir l'Apocalipsi, però Gabriel apareix i els adverteix que si els troba, Llucifer els matara a tots. Per desgràcia, un dels déus encén a la resta i Llucifer acaba per aparèixer. |                                                                               |                        |                            |                                                      |
| 102 (5.20) | The Devil You Know (El Dimoni que Tu Coneixes)                                | 29 d'abril de 2010     | 2.38 milions d'espectadors | Dimonis／Hellhounds                                  |
| Sam i Dean s'enfronten contra els genets. El dimoni Crowley els diu a Sam i Dean que els pot ajudar a trobar la resta dels anells de genets perquè puguin atrapar a Llucifer. Els germans dubten fins que Crowley els guia fins a Brady, l'ajudant de la Pesta. No obstant això, Brady es nega a facilitar-los la seva localització. |                                                                               |                        |                            |                                                      |
| 103 (5.21) | Two Minutes To Midnight (Dos Minuts Per a la Mitjanit)                        | 6 de maig de 2010      | 2.53 milions d'espectadors | Dimonis／Genet de l'Apocalipsis／Parques             |
| Bobby vent la seva ànima per ajudar a detenir l'Apocalipsi. Dean es troba cara a cara amb la mort. Crowley li diu a Bobby que li donarà la ubicació de la Mort, el quart genet, a canvi de la seva ànima. Sabent que Sam i Dean necessiten aquest quart anell per detenir l'Apocalipsi, Bobby accepta a contracor. Sam i Dean s'enfronten a la Pestilència, però aquesta desencadena un virus mortal sobre ells, per la qual cosa Castiel ha d'intervenir en el seu nom. Dean té una trobada amb la mort per discutir sobre Llucifer, i una nefasta aliança es forma a un preu molt alt per a Dean |                                                                               |                        |                            |                                                      |
| 104 (5.22) | Swan Song (La Cançó del Cigne)                                                | 13 de maig de 2010     | 2.84 milions d'espectadors | Dimonis／Ángeles／Llucifer／Arcàngel Miguel／Profeta |
| És imminent Apocalipsi i això obliga a Dean i Sam a prendre una decisió devastadora que canvia les seves vides. Dean ha de deixar que Sam digui "Sí" a Llucifer. Una trobada fatídica en un cementiri a Lawrence es desencadena, resultant Dean colpejat, gairebé fins a la mort, per Sam (ara posseït per Llucifer). Dins del seu propi cap, Sam baralla contra Llucifer fins que obté el control sobre el seu cos gràcies a una joguina de plàstic que es trobava en un cendrer de l'Impala, que li recorda la seva infància i vida al costat de Dean. Sam obre la cel·la de Llucifer amb els quatre anells i quan va a saltar, Miguel arriba, en el cos d'Adam i intenta impedir-ho. Després d'un forcejament tots dos cauen en la cel·la, Dean se sent sol, Castiel ha mort a mans de Llucifer igual que Bobby. De sobte Cass torna, nou i millorat, guareix la ferides de Dean i ressuscita a Bobby. Després d'una conversa no gaire bona amb Dean, Cass torna al cel a exercir el seu nou treball. Dean l'única cosa que desitja és buscar la forma de treure a Sam de la cel·la o morir, però no pot fer-ho, perquè li va prometre a Sam i va a la recerca de Lisa per una vida normal.. Sam ho observa a través de la finestra.                       |                                                                               |                        |                            |                                                      |